# Stefan Hansen
Bo Stefan Mellemgård Hansen, född 31 augusti 1988, är en svensk teaterchef. Sedan 2024 är han Sveriges kulturråd vid ambassaden i Washington.

## Biografi
Hansen är uppväxt i Malmö. Han upptäckte scenkonst när han började på estetiska programmet på Heleneholms gymnasium i Malmö.
Hansen inledde sin karriär som producent och verksamhetsledare på Teater Sagohuset i Lund. Mellan 2014 och 2017 utbildades han till scenkonstproducent vid Stockholms dramatiska högskola. År 2018 började han arbeta som producent som på Göteborgsoperan. Senare samma år tillträdde han som vd för Unga Klara. År 2024 utsågs han som nytt kulturråd vid ambassaden i Washington där han efterträdde Helene Larsson Pousette.
Hansen har också verkat som styrelseordförande i Scensverige, ordförande för Kulturrådets referensgrupp för scenkonsten och insynsråd åt Myndigheten för kulturanalys.
Hansen är gift med överläkaren Ali Al-Khiat.